# Forenede Venstre
Det Forenede Venstre var ett liberalt danskt parti, bildat 1870.
Efter den danska författningsstriden 1865-66 fanns det tre vänstergrupper i Folketinget; Jysk Folkeforening, det Folkelige Venstre och det Nationale Venstre. 1868 gick två av dem samman och 1870 bildades Det Forenede Venstre av alla tre grupperna.
Från 1870 började lokalavdelningar bildas. De kallades exempelvis grundlagsvärnsföreningar, folkföreningar eller frisinnade väljarföreningar.
Det Forenede Venstre splittrades 1877 i Folketingets Venstre och Det Danske Venstre. Ytterligare en fraktion bröt sig ur partiet 1895 och bildade Venstrereformpartiet.